# 토니 커티스
토니 커티스(Tony Curtis, 1925년 6월 3일 ~ 2010년 9월 29일)는 미국의 배우이다.

## 출연 작품
- 교두보를 공격하라 - 버크 역
- 행복을 파는 기계